# Любовь истекает кровью
«Любовь истекает кровью»  (англ. Love Lies Bleeding) — британо-американский романтический триллер 2024 года, снятый Роуз Гласс по сценарию, который она написала в соавторстве с Вероникой Тофильской. В главных ролях: Кристен Стюарт, Кэти О’Брайан, Джена Мэлоун, Анна Барышников, Дэйв Франко и Эд Харрис.
Премьера фильма состоялась на кинофестивале «Сандэнс» 20 января 2024 года. Он также был показан на 74-м Берлинском международном кинофестивале в специальной секции Берлинале.
Он выйдет в кинотеатрах США ограниченным прокатом 8 марта 2024 года и в Великобритании 19 апреля 2024 года.

## Сюжет
США, 1989 год. Амбициозная Джеки из Оклахомы направляется в Лас-Вегас, чтобы принять участие в соревнованиях по бодибилдингу. Когда бисексуальная и бездомная молодая женщина останавливается в маленьком городке, она знакомится с менеджером спортзала, затворницей Лу. После того, как Джеки заступается за открытую лесбиянку Лу в драке с другим культуристом, они влюбляются друг в друга и становятся парой. Не зная предыстории преступной семьи Лу, Джеки одновременно устраивается на работу в стрелковый спортивный клуб отца Лу, Лу-старшего. Чтобы получить эту работу, она ранее неосознанно занималась сексом с зятем Лу, Джей-Джеем. Лу предупреждает Джеки, чтобы она не бралась за работу, так как ее отец опасен. Среди прочего, ФБР ведет расследование против него и безуспешно пытается привлечь Лу к расследованию. Она разорвала связь со своим отцом, в то время как мать уже покинула Лу-старшего двенадцать лет назад и с тех пор оставалась незамеченной.
Чтобы продолжить ее карьеру бодибилдера, Лу дает Джеки допинг. Они планируют вместе поехать в Лас-Вегас на соревнования. Джеки мечтает позже поехать в Калифорнию. В то же время она знакомится с непредсказуемым Лу-старшим, который учит ее стрелять. Лу знакомит свою новую подругу со своей сестрой Бет и ее мужем Джей-Джеем. Выясняется, что Джеки и Джей-Джей провели ночь вместе, что огорчает Лу. Чуть позже, когда Джей-Джей избивает Бет до полусмерти, Джеки убивает его. Лу помогает ей спрятать тело вместе с его автомобилем в отдаленном каньоне в пустыне, который Лу-старший уже много раз использовал для той же цели. Пожар, устроенный Лу с помощью бутылки с зажигательной смесью и образовавшийся в результате столб дыма, приводит в действие ФБР, которое обнаруживает еще больше трупов в пересеченной местности.
Джеки в одиночку отправляется в Лас-Вегас против воли Лу и ранит ее ударом по голове. Джеки рвет на соревновательной арене, у нее возникают бредовые идеи, и она набрасывается на коллегу-участницу. Позже Лу-старший забирает ее из тюрьмы, в то время как Лу неохотно проводит время с лесбиянкой Дейзи, которая наблюдала за тем, как тело Джей-Джея уносили. Джеки стреляет в неугодного свидетеля на глазах у Лу якобы от имени Лу-старшего. Они заворачивают Дейзи в ковер, и Лу удается скрыть преступление от прибывающих агентов ФБР, которые допрашивают ее о находках в Каньоне. После того, как Лу угрожает своему отцу, последний безуспешно натравливает на нее местного полицейского, чтобы тот убил ее, и похищает Джеки. В финале Лу удается освободить Джеки и одолеть своего отца. Хотя у нее была такая возможность, Лу не убивает своего отца, а оставляет его на попечение ФБР. Лу и Джеки сбегают из города. Когда Лу замечает, что Дейзи, брошенная в кузов пикапа, все еще жива, она душит ее, пока Джеки спит, после чего избавляется от трупа в пустыне.

## В ролях
- Кристен Стюарт — Лу[3]
- Кэти О’Брайан — Джеки[4]
- Эд Харрис — Лу-старший
- Джена Мэлоун — Бет
- Анна Барышников — Дэйзи
- Дэйв Франко — Джей-Джей
- Кит Джардин — Честер

## Восприятие
Ричард Лоусон (Vanity Fair) отмечает, что фильм выглядит великолепно и пытается шокировать жестокостью и абсурдом, но при этом сюжет у него слишком знакомый и шаблонный. По мнению автора Harper’s Bazaar Томрис Лаффли, это «неуправляемый и очень сексуальный триллер»: «Нео-нуар, погружение в окраины Америки, великолепный сумасшедший финал и непримиримо мощный стиль соответствуют психоделической сути Гласс на страницах эпической истории о любви, преступлениях, семье и страсти. Заразительная дикость „Любовь истекает кровью“ просто заводит».